# NFL Draft 2007
De NFL Draft is een jaarlijks terugkerend evenement waarin 32 teams uit de Amerikaanse NFL, de nationale American Football League de kans krijgen vers talent dat veelal vanuit de universiteiten afkomt, toe te voegen aan de selectie. De draft duurt 2 dagen en vindt traditiegetrouw plaats achter in de maand april.

## 2007 NFL Draft
Met het in handen hebben van de eerste overall pick gingen de Oakland Raiders de 2007 NFL Draft in, 28 en 29 april 2007. De jaarlijkse NFL Draft vond ditmaal plaats in de Radio Music Hall te New York.
De eerste dag stond in het teken van Brady Quinn. De jonge quarterback van Notre Dame werd in eerste instantie getipt als top5 pick en kwam in enkele draft prospects voor als #1 overall selection. Quinn daalde op de boards, en eindigde uiteindelijk als 22nd overall, in handen van de Cleveland Browns.
Calvin Johnson werd beschreven als de beste speler in de 2007 NFL Draft. Desondanks werd de wide receiver als tweede gekozen, gezien de bezetting op de desbetreffende positie in Oakland (Jerry Porter, Randy Moss) en de zwakke invulling wat betreft de quarterback-positie (Aaron Brooks, Andrew Walters). Logischerwijs kozen de Oakland Raiders dan ook voor LSU quarterback JaMarcus Russell.

## First Round
| Pick | Team                 | Pos | Speler              | College          |
| ---- | -------------------- | --- | ------------------- | ---------------- |
| #1   | Oakland Raiders      | QB  | JaMarcus Russell    | LSU              |
| #2   | Detroit Lions        | WR  | Calvin Johnson      | Georgia Tech     |
| #3   | Cleveland Browns     | OT  | Joe Thomas          | Wisconsin        |
| #4   | Tampa Bay Buccaneers | DE  | Gaines Adams        | Clemson          |
| #5   | Arizona Cardinals    | OT  | Levi Brown          | Penn State       |
| #6   | Washington Redskins  | SS  | LaRon Landry        | LSU              |
| #7   | Minnesota Vikings    | RB  | Adrian Peterson     | Oklahoma         |
| #8   | Atlanta Falcons      | DE  | Jamaal Anderson     | Arkansas         |
| #9   | Miami Dolphins       | WR  | Ted Ginn Jr.        | Ohio State       |
| #10  | Houston Texans       | DT  | Amobi Okoye         | Louisville       |
| #11  | San Francisco 49ers  | LB  | Patrick Willis      | Ole Miss         |
| #12  | Buffalo Bills        | RB  | Marshawn Lynch      | Californië       |
| #13  | St. Louis Rams       | DE  | Adam Carriker       | Nebraska         |
| #14  | New York Jets        | CB  | Darelle Revis       | Pittsburgh       |
| #15  | Pittsburgh Steelers  | LB  | Lawrence Timmons    | Florida State    |
| #16  | Green Bay Packers    | DT  | Justin Harrell      | Tennessee        |
| #17  | Denver Broncos       | DE  | Jarvis Moss         | Florida          |
| #18  | Cincinnati Bengals   | CB  | Leon Hall           | Michigan         |
| #19  | Tennessee Titans     | FS  | Michael Griffin     | Texas            |
| #20  | New York Giants      | CB  | Aaron Ross          | Texas            |
| #21  | Jacksonville Jaguars | SS  | Reggie Nelson       | Florida          |
| #22  | Cleveland Browns     | QB  | Brady Quinn         | Notre Dame       |
| #23  | Kansas City Chiefs   | WR  | Dwayne Bowe         | LSU              |
| #24  | New England Patriots | FS  | Brandon Meriweather | Miami            |
| #25  | Carolina Panthers    | LB  | Jon Beason          | Miami            |
| #26  | Dallas Cowboys       | DE  | Anthony Spencer     | Purdue           |
| #27  | New Orleans Saints   | WR  | Robert Meachem      | Tennessee        |
| #28  | San Francisco 49ers  | OT  | Joe Staley          | Central Michigan |
| #29  | Baltimore Ravens     | OG  | Ben Grubbs          | Auburn           |
| #30  | San Diego Chargers   | WR  | Craig Davis         | LSU              |
| #31  | Chicago Bears        | TE  | Greg Olsen          | Miami            |
| #32  | Indianapolis Colts   | WR  | Anthony Gonzalez    | Ohio State       |